# Jakub Tancík
Jakub Tancík (Nitra, 4 gennaio 2000) è un calciatore slovacco, attaccante del Považská Bystrica.

## Carriera
Cresciuto nel settore giovanile del Nitra, debutta in prima squadra il 21 luglio 2019 in occasione dell'incontro di Fortuna Liga perso 1-0 contro il Ružomberok.
Nel luglio 2021 viene acquistato a titolo definitivo dal Ružomberok.

## Statistiche
Statistiche aggiornate al 1º novembre 2021.

### Presenze e reti nei club
| Stagione        | Squadra         | Campionato      | Campionato | Campionato | Coppe nazionali | Coppe nazionali | Coppe nazionali | Coppe continentali | Coppe continentali | Coppe continentali | Altre coppe | Altre coppe | Altre coppe | Totale | Totale | Totale |
| Stagione        | Squadra         | Comp            | Pres       | Reti       | Comp            | Pres            | Reti            | Comp               | Pres               | Reti               | Comp        | Pres        | Reti        | Pres   | Reti   |        |
| --------------- | --------------- | --------------- | ---------- | ---------- | --------------- | --------------- | --------------- | ------------------ | ------------------ | ------------------ | ----------- | ----------- | ----------- | ------ | ------ | ------ |
| 2019-2020       | Nitra           | SL              | 3          | 0          | CS              | 0               | 0               |                    | -                  | -                  |             | -           | -           | 3      | 0      |        |
| 2020-2021       | Nitra           | SL              | 15         | 1          | CS              | 0               | 0               |                    | -                  | -                  |             | -           | -           | 15     | 1      |        |
| 2021-2022       | Ružomberok      | SL              | 7          | 0          | CS              | 1               | 0               |                    | -                  | -                  |             | -           | -           | 8      | 0      |        |
| Totale carriera | Totale carriera | Totale carriera | 25         | 1          |                 | 1               | 0               |                    | -                  | -                  |             | -           | -           | 26     | 1      |        |